# Tamme (Elva)
Tamme (Duits: Tammenhof) is een plaats in de Estlandse gemeente Elva, provincie Tartumaa. De plaats heeft de status van dorp (Estisch: küla).
Tot in oktober 2017 lag de plaats in de gemeente Rannu. In die maand ging Rannu op in de fusiegemeente Elva.

## Bevolking
De ontwikkeling van het aantal inwoners blijkt uit het volgende staatje:
| Jaar            | 2000 | 2011 | 2017 | 2019 | 2021 |
| --------------- | ---- | ---- | ---- | ---- | ---- |
| Aantal inwoners | 44   | 23   | 23   | 24   | 24   |

## Ligging
Tamme ligt aan de oostoever van het Võrtsmeer. Bij Tamme begint een steile oever, die doorloopt langs het noordelijke buurdorp Kaarlijärve, de Tamme pank. De oever is gevormd uit zandsteen. De formatie, die uit het Devoon stamt, bevat vele fossielen, vooral van vissen. Tussen de oever en het meer ligt een steenstrand. Een deel van de oever is begroeid, vaak met naaldbomen, elders ligt de steen aan de oppervlakte. Sinds 1959 is de oever een beschermd natuurgebied, het Tamme paljandi kaitseala (8,5 ha).

## Geschiedenis
Het landgoed Tammenhof werd gesticht in 1688 als afsplitsing van het landgoed van Rannu, maar werd op het eind van de 17e eeuw al kroondomein. Het bestuurscentrum lag ten zuiden van de Tamme pank; een restant van het landgoed is een molen zonder wieken. Volgens de overlevering was er een Zweedse begraafplaats in de buurt van de molen. De landarbeiders op Tammenhof kwamen in het begin van de 19e eeuw een paar maal in opstand.
In de jaren twintig van de 20e eeuw ontstond op het terrein van het voormalige landgoed een nederzetting Tamme, die in de jaren veertig de status van dorp kreeg.

## Foto's

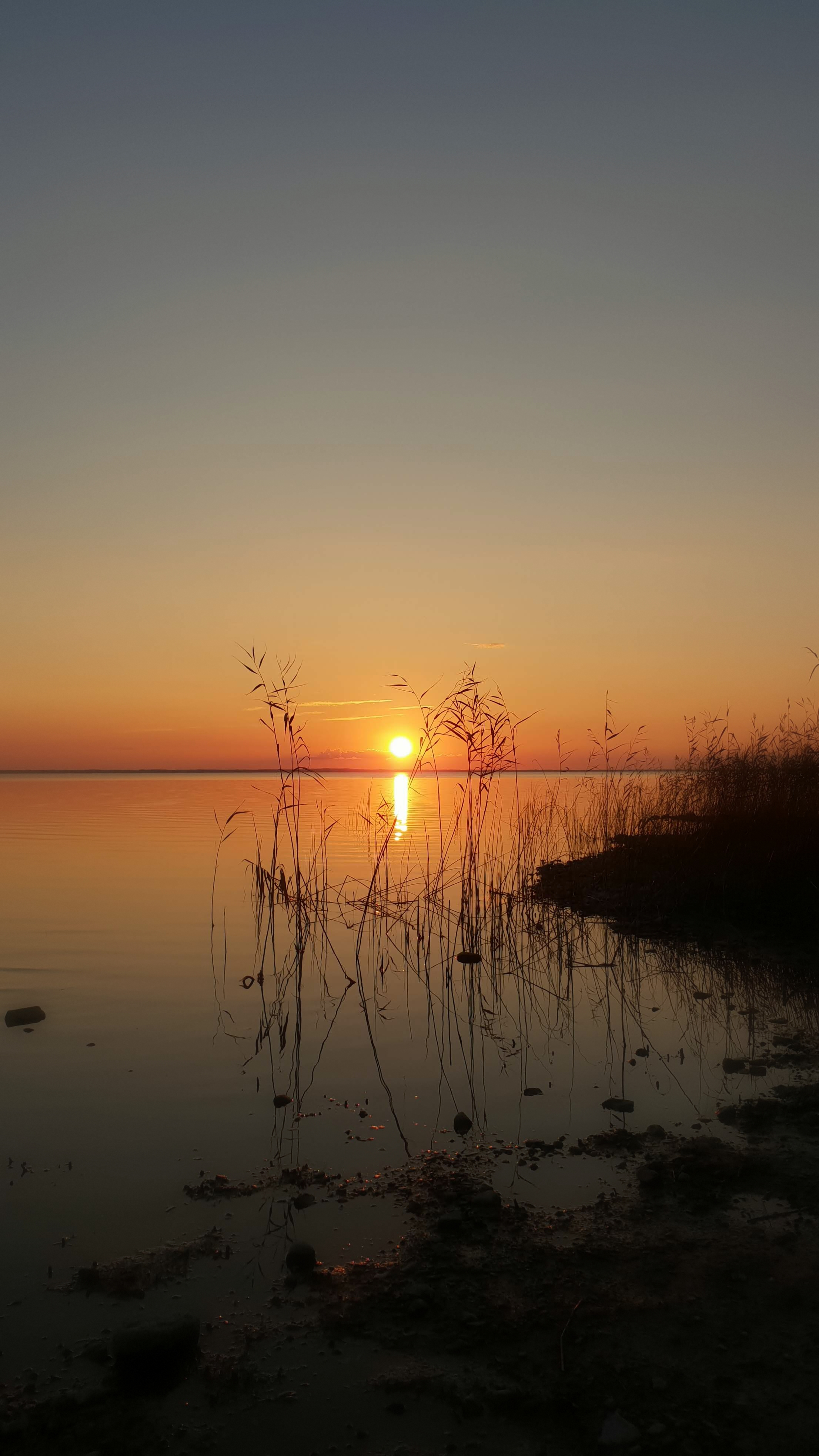
Zonsondergang boven het Võrtsmeer
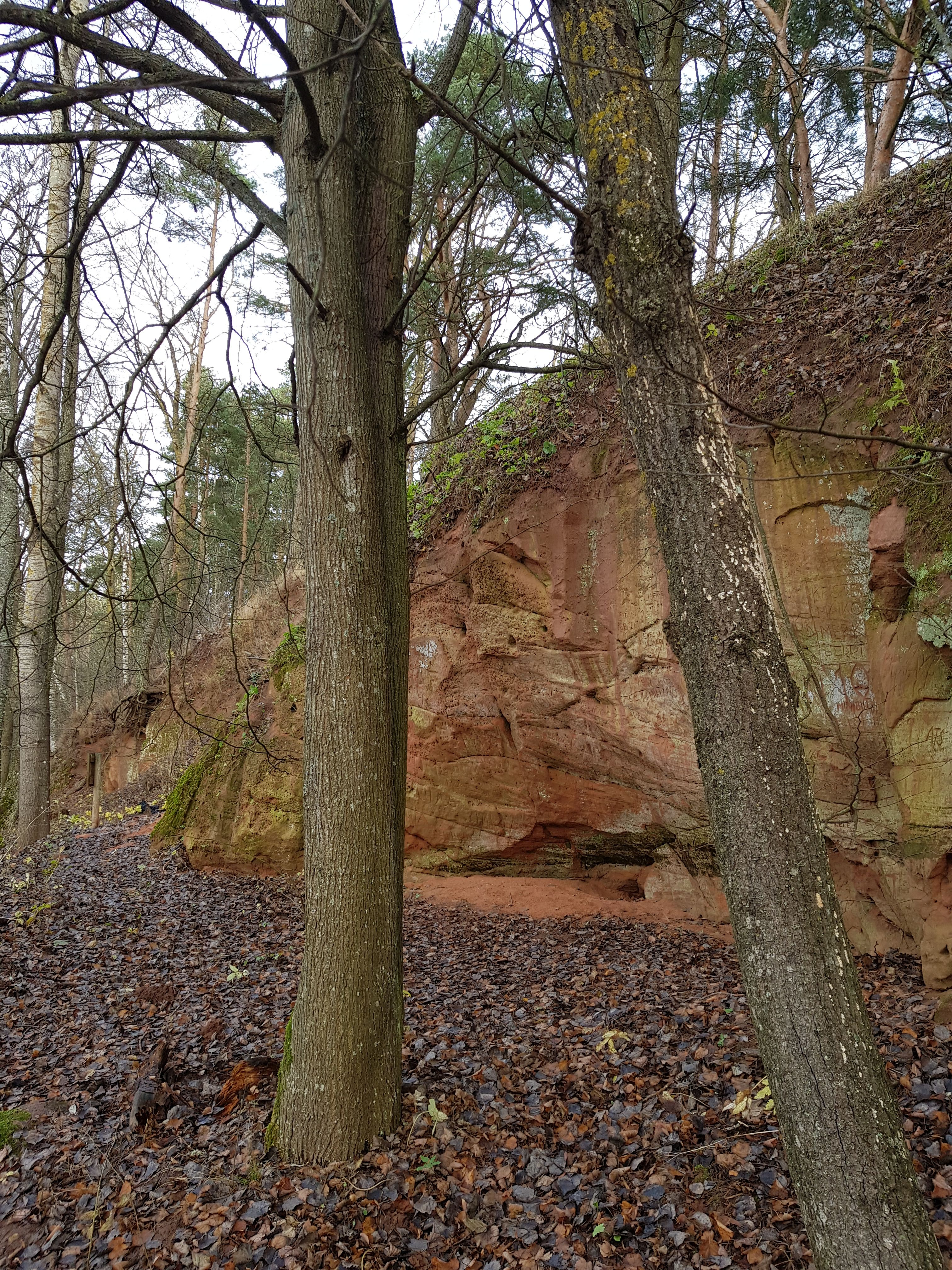
De Tamme pank
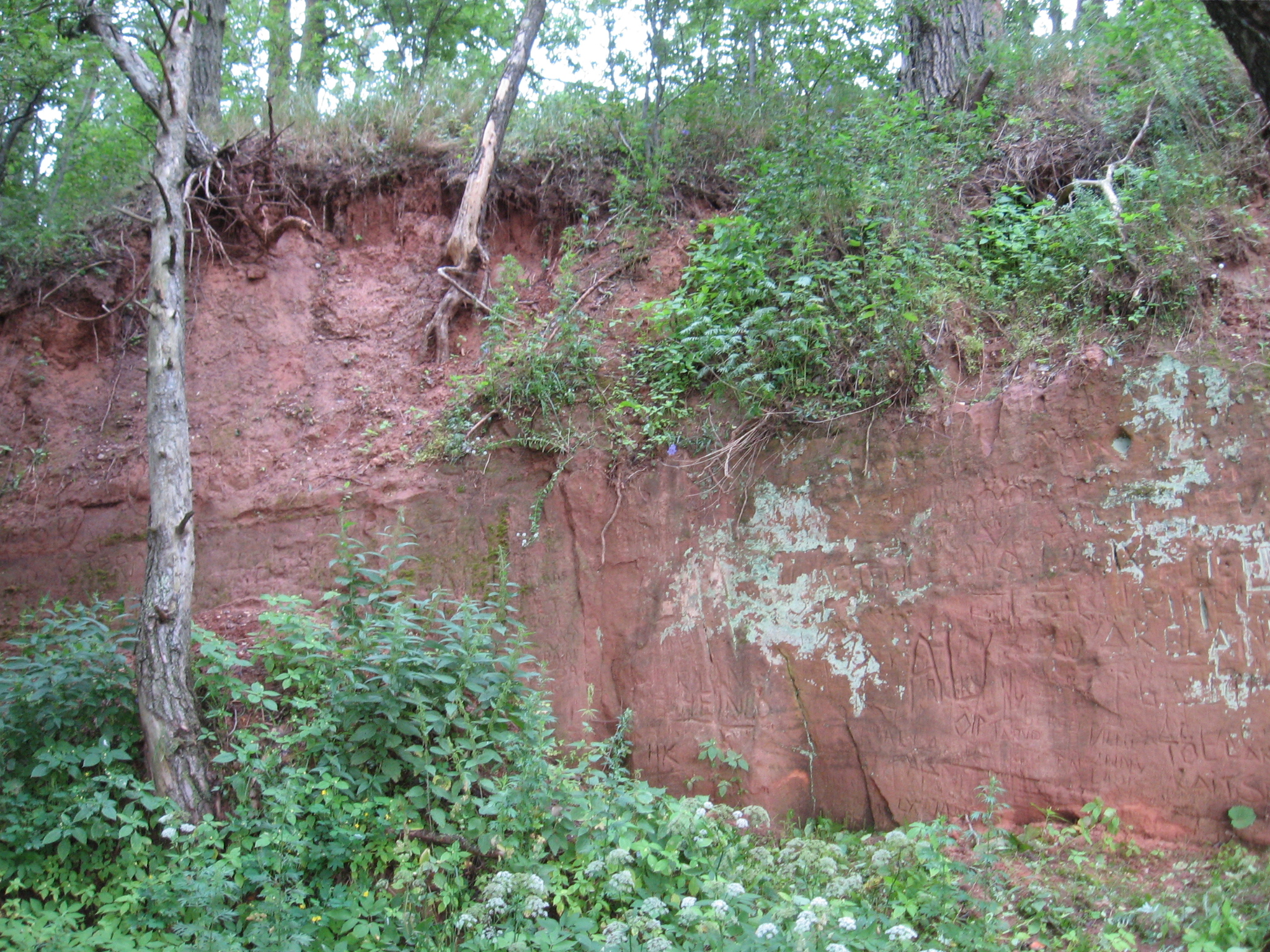
De Tamme pank
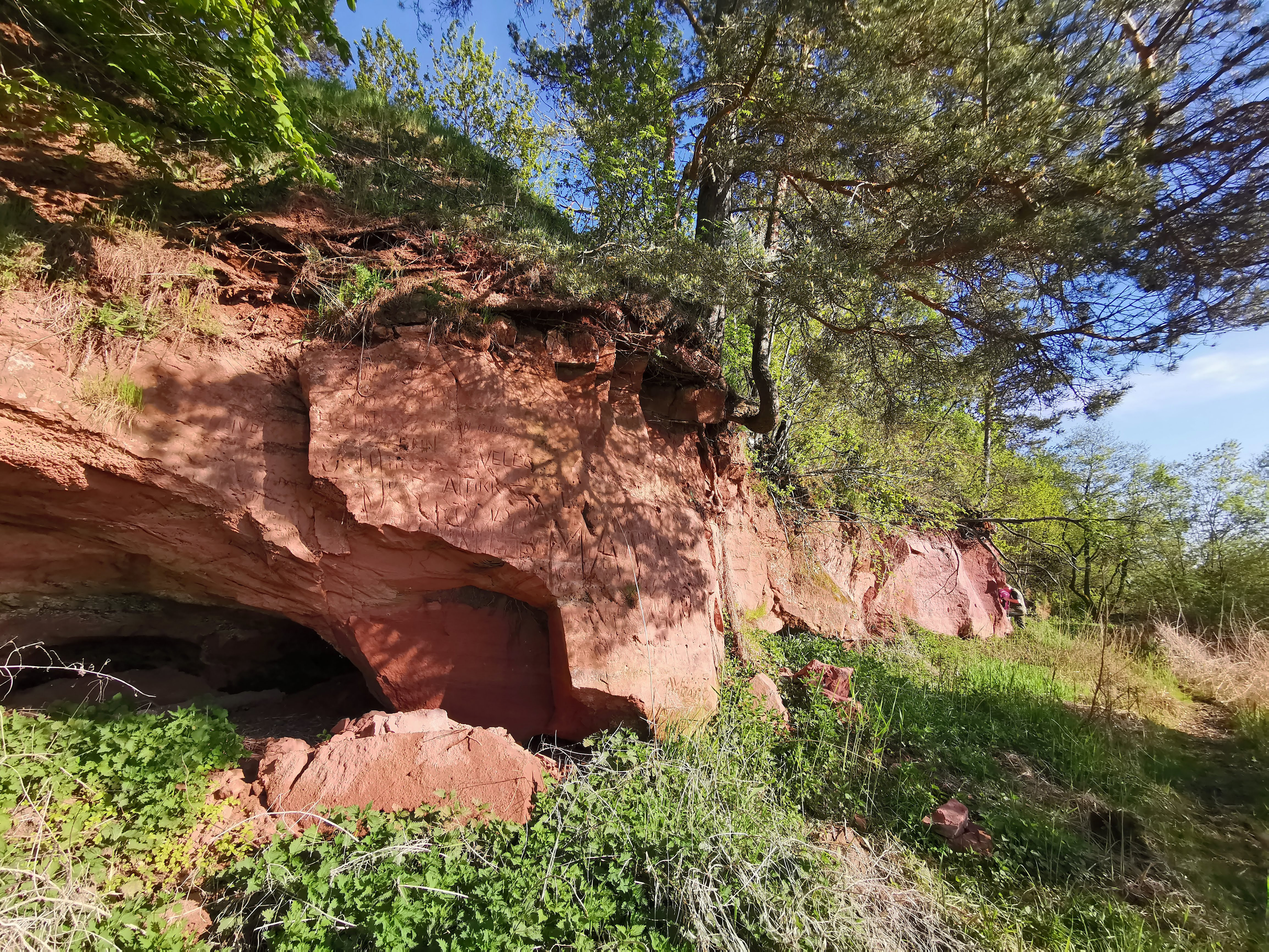
De Tamme pank
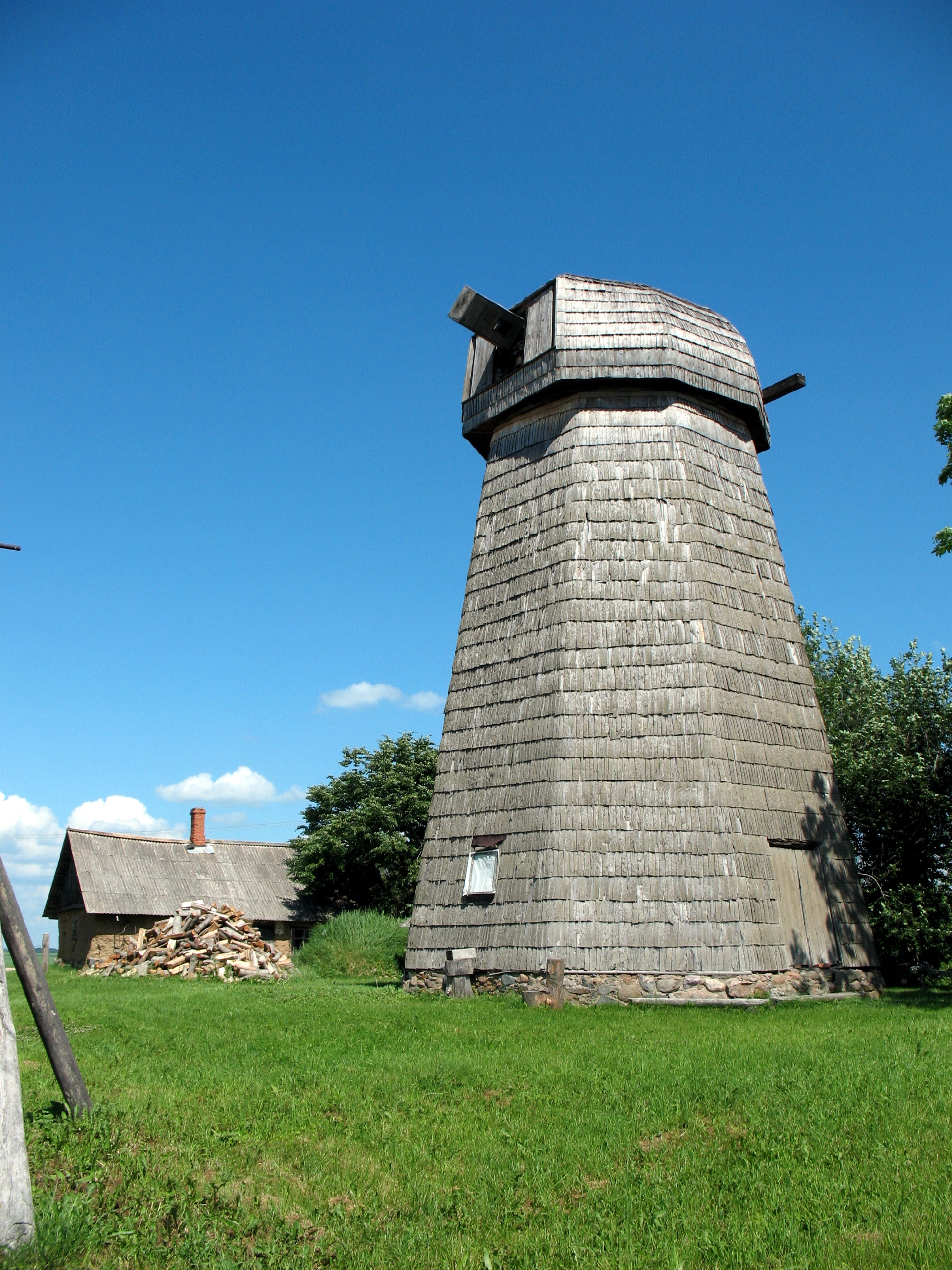
De molen